# Estafeta 4 x 100 metros estilos
4x100 metros é a prova de estafeta a quatro estilos - costas, peito, borboleta e crawl - da natação, onde cada nadador realiza um percurso em um estilo diferente.
Na prova masculina, em piscina olímpica (50 metros), os EUA são os detentores do recorde mundial da prova desde 1971.

## Evolução dos recordes mundiais masculino (piscina longa)
Tabela parcial, não contém todos os recordes
| País              | Data                  | Tempo   |
| ----------------- | --------------------- | ------- |
| Suécia            | 22 de Fevereiro, 1953 | 4m39s2  |
| União Soviética   | 14 de Agosto, 1956    | 4m14s8  |
| Japão             | 29 de Junho, 1958     | 4m16s7  |
| Austrália         | 22 de Agosto, 1958    | 4m10s4  |
| Estados Unidos    | 24 de Julho, 1960     | 4m09s2  |
| Estados Unidos    | 31 de Agosto, 1967    | 3m57s2  |
| Alemanha Oriental | 8 de Setembro, 1970   | 3m54s4  |
| Estados Unidos    | 3 de Setembro, 1971   | 3m50s4  |
| Estados Unidos    | 4 de Agosto, 1984     | 3m39s30 |
| Estados Unidos    | 31 de Julho, 1992     | 3m36s93 |
| Estados Unidos    | 29 de Agosto, 2002    | 3m33s48 |
| Estados Unidos    | 17 de Agosto, 2008    | 3m29s34 |

## Evolução dos recordes mundiais feminino (piscina longa)
Tabela parcial, não contém todos os recordes
| País              | Data                 | Tempo   |
| ----------------- | -------------------- | ------- |
| Hungria           | 24 de Julho, 1953    | 5m10s8  |
| Países Baixos     | 8 de Dezembro, 1956  | 4m53s1  |
| Alemanha Oriental | 23 de Agosto, 1962   | 4m40s1  |
| Estados Unidos    | 18 de Outubro, 1964  | 4m33s9  |
| Estados Unidos    | 3 de Setembro, 1972  | 4m20s75 |
| Alemanha Oriental | 18 de Julho, 1976    | 4m07s95 |
| Alemanha Oriental | 24 de Agosto, 1984   | 4m03s69 |
| Estados Unidos    | 30 de Julho, 1992    | 4m02s54 |
| Estados Unidos    | 23 de Setembro, 2000 | 3m58s30 |
| Austrália         | 21 de Agosto, 2004   | 3m57s32 |
| Austrália         | 17 de Agosto, 2008   | 3m52s69 |
| China             | 1 de Agosto, 2009    | 3m52s19 |
| USA               | 3 de Agosto, 2025    | 3m49s34 |